# 哈登贺少干盐湖
哈登贺少干盐湖，也称哈敦胡舒乃达布斯、哈达贺休湖、哈达贺休盐湖，是一个位于中国内蒙古自治区阿拉善盟额济纳旗东部哈敦胡舒或哈达贺休的微咸水湖，面积约为10.28平方千米，属于蒙新高原区。它的一级流域为内流区诸河，二级流域为河西走廊－阿拉善河内流区。
根据《中国湖泊志》记载，本湖水位900米，长12.8千米，最大宽9.2千米，平均宽6.25千米，面积80平方千米。